# Динод Толстый
Динод Толстый (валл. Dynod Fawr; также известен как Динод Великий и Динод Святой; около 505 — около 596) — король Северных Пеннин (около 525 — около 595).

## Биография
Динод был сыном короля Пеннин Пабо Опоры Британии, который разделил свои владения между сыновьями, перед уходом в монастырь. Динод стал править в северных Пеннинах (Дунотинге). Его женой стала Двиваи, дочь короля Элмета Ллаеннога ап Масгвида.
В 573 году Динод Толстый в союзе с правителями Эбрука Передуром и Гурги, а также королём Стратклайда Ридерхом Щедрым победил Гвенддолеу ап Кейдио в сражении при Арвдеридде.
В 580-х годах Динод вступил в коалицию бриттских королей, созданную Уриеном для изгнания англосаксов из Британии. В одном из сражений с англосаксами погиб старший сын Динода, Дейниол. Во время осады Линдисфарна Динод и король Гододина Моркант Фулх сговорившись убили Уриена. Коалиция распалась и англосаксы перешли в наступление, позволившее Эдвину Святому захватить Северные Пеннины.
Дальнейшая судьба Динода точно неизвестна: предполагается, что он или погиб, когда напали саксы, или его убил Оуэн Регедский, мстя за отца, или он сумел бежать в Поуис вместе с семьёй.